# ネットワーカー (鉄道車両)
ネットワーカー（英語: Networker）はイギリスの鉄道車両ファミリーである。1980年代後半から1990年代前半にかけて、イギリス国鉄のネットワーク・サウスイースト（「ネットワーカー」の語源でもある）向けとして電車3形式、気動車2形式（試作車を除く）が国鉄の車両製造部門であったBRELとその後継のABB、そしてメトロキャメルによって製造された。
ネットワーカーはイギリス国鉄の電車・気動車として第三世代にあたり、当初はマーク3客車ベースの「第二世代」をも凌駕し、イギリス最大の鉄道車両ファミリーとなることが予定されていた。ネットワーク・サウスイーストの電車・気動車すべてがネットワーカーファミリーの車両で賄われることになっていたが、経済不況の影響で実現することはなかった。

## 気動車

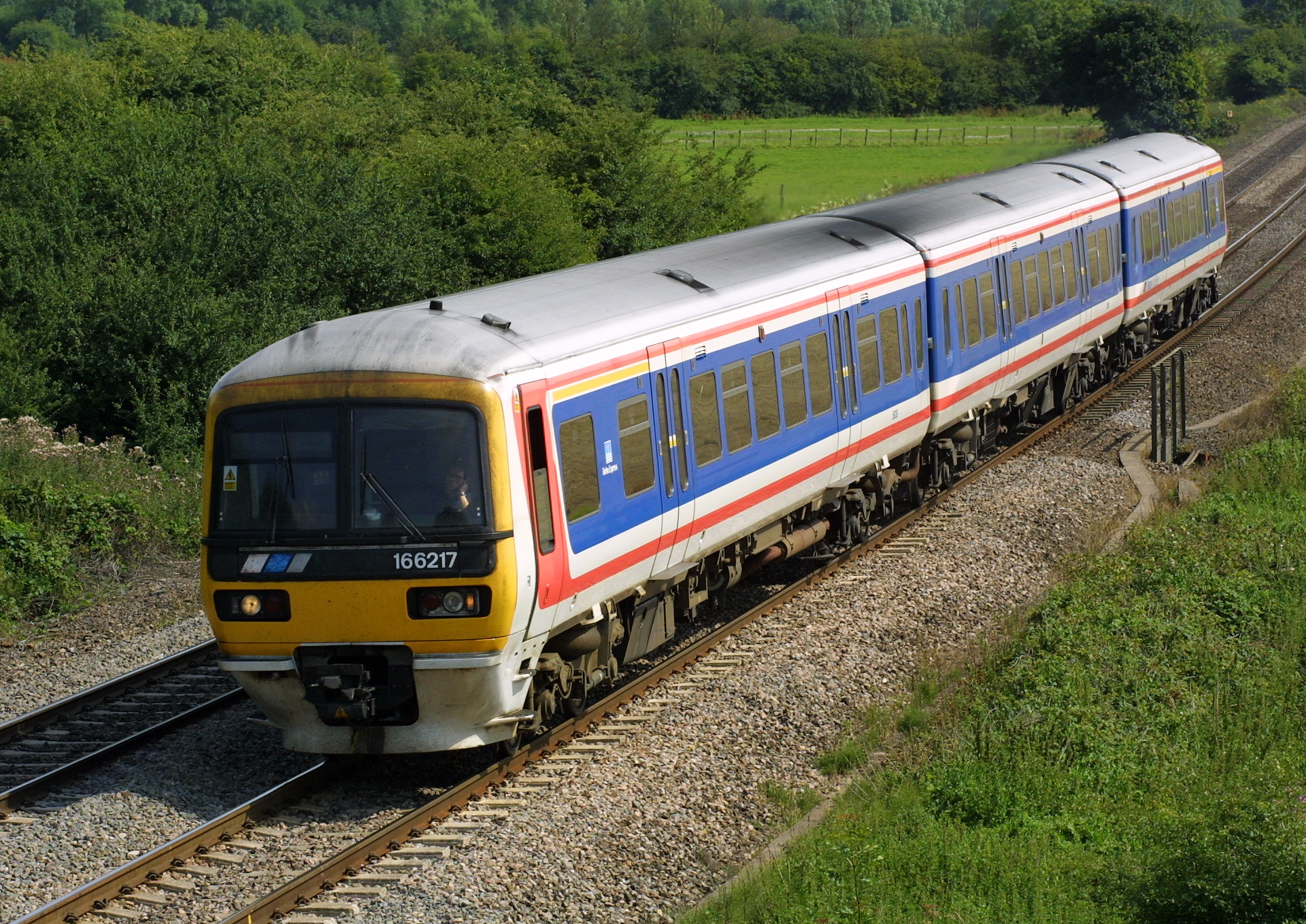
166形（2001年）

### 165形
165形は郊外列車用の気動車で、1990年から1992年にかけて2両編成31本、3両編成44本がBRELによって製造された。投入地域別に165/0形と165/1形の2つの区分が存在し、民営化時には165/0形がチルターン・レールウェイズ、165/1形がテムズ・トレインズに引き継がれた。後者はファースト・グレート・ウェスタン・リンクを経て、グレート・ウェスタン・レールウェイ（2015年までの名称はファースト・グレート・ウェスタン）によって運行されている。165/0形はATPを搭載した数少ない車両の一つである。

### 166形
166形は長距離列車用の気動車で、1992年から1993年にかけて3両編成21本がABBによって製造された。民営化時にはテムズ・トレインズに引き継がれ、ファースト・グレート・ウェスタン・リンクを経て、グレート・ウェスタン・レールウェイ（2015年までの名称はファースト・グレート・ウェスタン）によって運行されている。

## 直流電車

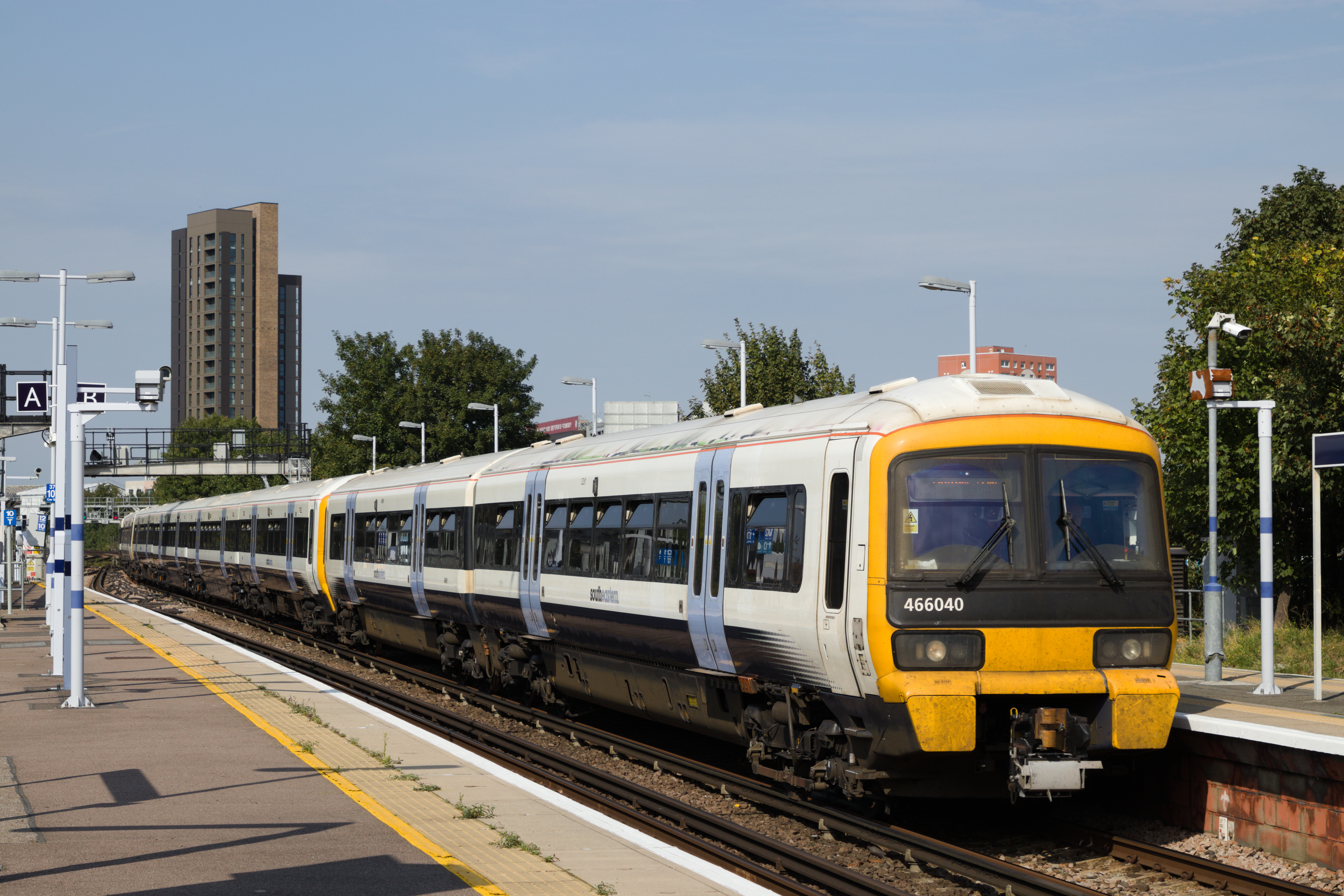
466形・465形（2020年）

### 465形
465形は4両編成の直流電車で、1991年から1994年にかけて147本が製造された。BREL製が465/0形、ABB製が465/1形、メトロキャメル製が465/2形と区分され、細部に差異がある。465/2形のうちの一部は一等室の導入などの改装を受け、465/9形と改番、ウィールド編成として知られている。民営化時にはコネックス・サウス・イースタンに引き継がれ、サウス・イースタン・トレインズを経て現在はサウスイースタンによって使用されている。

### 466形
466形は2両編成の直流電車で、1993年から1994年にかけてメトロキャメルによって43本が製造された。4両編成の465形と併結することにより6両編成や10両編成で使用されることが多かったが、近年は地方線区で単独運用につくようにもなっている。民営化時にはコネックス・サウス・イースタンに引き継がれ、サウス・イースタン・トレインズを経て現在はサウスイースタンによって使用されている。

## 交直流電車

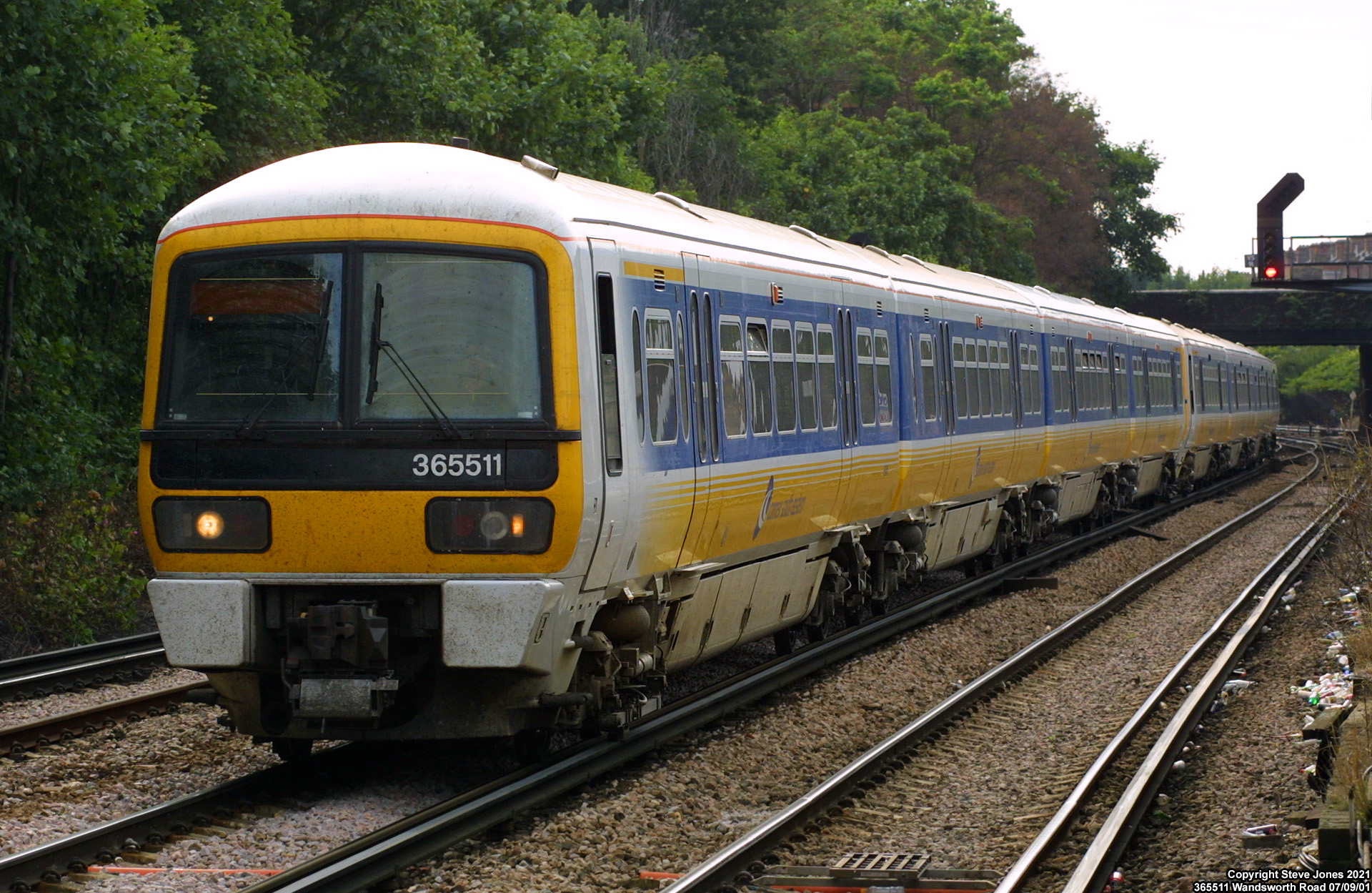
365形（2001年）

### 365形
365形は4両編成の電車であり、41本が1994年から1995年にかけてABBで製造された。当初は465形や466形と同じような前面を持っていたが、運転台への空調の取り付けに伴ってデザインが大きく変化している。交流・直流双方に対応しているが、両区間を直通する運用についたことがないばかりか、集電靴とパンタグラフを同時装着したこともほとんどない。
直流の南東方面と交流のグレート・ノーザン・ルートに分けて投入され、民営化時には前者がコネックス・サウス・イースタン、後者がウェスト・アングリア・グレート・ノーザンに引き継がれた。コネックス・サウス・イースタンがサウス・イースタン・トレインズに交代すると、同社の365形は翌2004年にウェスト・アングリア・グレート・ノーザンに転属し、グレート・ノーザン・ルートに全車両が集結した。その後はファースト・キャピタル・コネクトを経てゴヴィア・テムズリンク・レールウェイに渡ったが、2017年から運用を外れる車両が発生し、2021年5月15日には全車両が引退した。なお、2018年から2019年にかけては385形の導入遅れの影響により10本がアベリオ・スコットレールに貸し出された。

## 試作車

### 457形・316形
457形と316形は試作車である4両編成1本に与えられた形式名である。1989年に210形の改造によって直流車両である457形が落成、翌1990年に中間車1両を313形電車改造のものに置き換え、316形と改番して交流区間での試験を行った。

## 計画

### 341形・342形
341形はクロスレール向けとして計画された車両であり、1994年に同計画と共に中止された。なお、クロスレールは2008年に建設が決定し、2023年以降に全通することが見込まれている。2017年には同線向けに345形が導入された。
342形はCTRLの国内列車向けとして計画された。同線は2007年に全通し、国内列車は2009年から395形を用いて運行が開始された。

### 371形・381形・471形
371形・381形は「ユニバーサル・ネットワーカー」として計画された交直両用電車である。371形はテムズリンク2000計画の一環としてテムズリンクで、381形はケント沿岸部、グレート・ノーザン・ルート、ロンドン・ティルベリー・アンド・サウスエンド・レールウェイの3地域で使用されることが計画されていた。
471形は「メインライン・ネットワーカー」の愛称の下、ケント・サセックス方面の長距離列車向けとして計画されていた。

## 一覧
| 形式         | 画像   | 現在の運行事業者                   | 製造年          | 編成両数                                          | 製造本数   | 車体長     | 過去の運行事業者 | 備考                                                                             |
| 気動車       | 気動車 | 気動車                             | 気動車          | 気動車                                            | 気動車     | 気動車     | 気動車 | 気動車                                                                           |
| ------------ | ------ | ---------------------------------- | --------------- | ------------------------------------------------- | ---------- | ---------- | --- | -------------------------------------------------------------------------------- |
| 165形        |        | チルターン・レールウェイズ         | 1990年 - 1992年 | 2両                                               | 28本       | 22 m       | イギリス国鉄 |                                                                                  |
| 165形        | 3両    | チルターン・レールウェイズ         | 1990年 - 1992年 | 11本                                              |            | 22 m       | イギリス国鉄 |                                                                                  |
| 165形        |        | グレート・ウェスタン・レールウェイ | 1992年          | 2両                                               | 20本       | 22 m       | イギリス国鉄 テムズ・トレインズ ファースト・グレート・ウェスタン・リンク （ファースト・グレート・ウェスタン） |                                                                                  |
| 165形        | 3両    | グレート・ウェスタン・レールウェイ | 1992年          | 16本                                              |            | 22 m       | イギリス国鉄 テムズ・トレインズ ファースト・グレート・ウェスタン・リンク （ファースト・グレート・ウェスタン） |                                                                                  |
| 166形        |        | グレート・ウェスタン・レールウェイ | 1992年 - 1993年 | 3両                                               | 21本       | 22 m       | イギリス国鉄 テムズ・トレインズ ファースト・グレート・ウェスタン・リンク （ファースト・グレート・ウェスタン） |                                                                                  |
| 直流電車     |        |                                    |                 |                                                   |            |            | |                                                                                  |
| 465形        |        | サウスイースタン                   | 1991年 - 1994年 | 4両                                               | 147本      | 20 m       | イギリス国鉄 コネックス・サウス・イースタン サウス・イースタン・トレインズ |                                                                                  |
| 466形        |        | サウスイースタン                   | 1993年 - 1994年 | 2両                                               | 43本       | 20 m       | イギリス国鉄 コネックス・サウス・イースタン サウス・イースタン・トレインズ |                                                                                  |
| 471形        |        | 製造されず                         | 製造されず      | 製造されず                                        | 製造されず | 製造されず | 製造されず | 「メインライン・ネットワーカー」 ケント・サセックス方面長距離列車 前面貫通扉付き |
| 交流電車     |        |                                    |                 |                                                   |            |            | |                                                                                  |
| 341形        |        | 製造されず                         | 製造されず      | 製造されず                                        | 製造されず | 製造されず | 製造されず | クロスレール                                                                     |
| 342形        |        | 製造されず                         | 製造されず      | 製造されず                                        | 製造されず | 製造されず | 製造されず | CTRL国内列車                                                                     |
| 交直両用電車 |        |                                    |                 |                                                   |            |            | |                                                                                  |
| 371形        |        | 製造されず                         | 製造されず      | 製造されず                                        | 製造されず | 製造されず | 製造されず | 「ユニバーサル・ネットワーカ―」 テムズリンク                                     |
| 381形        |        | 製造されず                         | 製造されず      | 製造されず                                        | 製造されず | 製造されず | 製造されず | 「ユニバーサル・ネットワーカ―」 ケント沿岸部 グレート・ノーザン・ルート LTS      |
| 365形        |        | なし                               | 1994年 - 1995年 | 4両                                               | 41本       | 20 m       | イギリス国鉄 コネックス・サウス・イースタン ウェスト・アングリア・グレート・ノーザン サウス・イースタン・トレインズ ファースト・キャピタル・コネクト ゴヴィア・テムズリンク・レールウェイ アベリオ・スコットレール | 2021年5月引退                                                                    |
| 試作車       |        |                                    |                 |                                                   |            |            | |                                                                                  |
| 457形        |        | なし                               | 1989年          | 4両                                               | 1本        |            | イギリス国鉄 | 試験車（直流） 210形から改造                                                     |
| 316形        | 1990年 | なし                               | 4両             | 試験車（交流） 3両は457形から、1両は313形から改造 | 1本        |            | イギリス国鉄 |                                                                                  |